# Nothomyia intensica
Nothomyia intensica är en tvåvingeart som först beskrevs av Charles Howard Curran 1928.  Nothomyia intensica ingår i släktet Nothomyia och familjen vapenflugor.
Artens utbredningsområde är Jamaica. Inga underarter finns listade i Catalogue of Life.